# Seth Maxwell Barton
Seth Maxwell Barton (8 septembre 1829 – 11 avril 1900) est un officier de l'armée des États-Unis et, ensuite, un brigadier général de l'armée des États confédérés pendant la guerre de Sécession. Plus tard, il devient chimiste.

## Avant la guerre
Barton naît dans la ville de Fredericksburg, en Virginie le 8 septembre 1829, fils de Thomas Bowerbank Barton (1792-1871) et de Susan Catherine Stone Barton (1796-1875). À l'âge de 15 ans, il est admis à l'académie militaire de West Point, obtenant son diplôme en 1849. Il est promu premier lieutenant en 1853(p136).
À la suite de l'obtention de son diplôme, Barton occupe divers postes sur la frontière, dans le territoire du Nouveau-Mexique et au Texas, où il participe à des campagnes contre les indiens Comanches. En 1861, Barton est capitaine dans l'armée des États-Unis, ayant été promu à ce grade en 1857(p136).

## Guerre de Sécession
Avec le déclenchement de la guerre de Sécession, il démissionne et rejoint le 3rd Arkansas Infantry en tant que lieutenant-colonel dans l'armée confédérée(p136). Servent en Général Robert E. Lee, Barton participe aux combats lors des batailles de Cheat Mountain et de Greenbrier River(p136), et plus tard avec le général Thomas "Stonewall" Jackson en tant qu'ingénieur en chef lors de la campagne de la vallée en 1862.
Promu brigadier général le 11 mars 1862, Barton est affecté auprès du général E. Kirby Smith dans le département de l'est du Tennessee, où, pendant un court laps de temps au cours de la campagne de Cumberland Gap en juin 1862, Barton mène la quatrième brigade, composée de la batterie de Virginie d'Anderson ainsi que de régiments de l'Alabama et de la Géorgie. Il est ensuite transféré plus tard avec la division du major général Carter L. Stevenson à Vicksburg, au Mississippi. Il participe à la bataille de Chickasaw Bluffs du 26 au 29 décembre 1862 au cours de laquelle il parvient à repousser cinq charges de l'Union(p136). Lors de la bataille de Champion Hill, le 16 mai 1863, Barton et sa bridage sont positionnés à l'extrémité droite de la division de Carter L. Stevenson, s'étendant vers le sud jusqu'à la position de John S. Bowen(p181). Barton est capturé à la suite du siège de Vicksburg, le 4 juillet 1863.
Libéré à la suite d'un échange de prisonniers, Barton est affecté au commandement de la brigade de Virginie, menée auparavant par Lewis Armistead, servant sous les ordres du major général George Pickett. Stationné à Kinston en Caroline du Nord, pendant le reste de l'année, Barton commande l'une des colonnes en marche sur New Bern, en février 1864, lorsqu'il soit blâmé après le dépôt d'une plainte formelle de Pickett contre lui pour manque de coopération. Le 1er février, Barton déploie ses forces au sud de New Bern en face des défenses principales de l'Union. la première attaque confédéré échoue et les fédéraux font acheminer par chemin de fer des renforts. Barton refuse d'attaquer. Le 2 février, Pickett réitère son ordre, mais Barton ne se met pas en mouvement arguant des rapports erronés sur les forces fédérales. Pickett lui donne alors l'ordre de rejoindre les forces de Robert Hoke derrière la rivière Trent pour prendre New Bern par le nord ouest. À la suite de la lenteur des forces de Barton, Pickett annule ses opérations et rend compte du manque de coopération de Barton(p128-129). Ce dernier demande à être traduit en cour martiale afin d'être rétabli dans son honneur. Si le général Robert Lee accepte la mise en place de cette cour martiale, inexplicablement le département à la Guerre confédéré annule l'ordre quelques semaines plus tard(p225).
Il est transféré au commandement du général Robert Ransom à Drewry Bluff. Cependant, Barton est de nouveau relevé de son commandement à la suite de la bataille de Drewry's Bluff lorsque Ransom émet des critiques similaires, en dépit des récits de bravoure de Barton lors de la bataille et du fait que son unité soit la première à atteindre les canons de l'Union. La brigade de Barton est affectée au colonel Birkett D. Fry.
Barton revient plus tard au commandement grâce à l'intervention d'autres officiers en sa faveur et affecté à une brigade de défense de Richmond, en Virginie, sous les ordres du lieutenant général Richard S. Ewell. Les 29 et 30 septembre 1864, il prend part à la bataille de Chaffin's Farm(p109-110). Il reste à Chaffin's Farm jusqu'à l'évacuation finale de Richmond et rejoint le troupes en retraite sous les ordres du major général Custis Lee. Barton est capturé le 6 avril 1865, à la bataille de Sayler's Creek avec huit autres généraux confédérés. Emprisonné pendant trois mois au fort Warren à Boston, Massachusetts, il est libéré après la signature d'un serment de fidélité à l'Union

### Dates de promotion dans l'armée confédérée
- Capitaine, le 15 juin 1861
- Lieutenant-colonel, le 29 juin 1861
- Brigadier général, le 11 mars 1862

## Après la guerre
Après la guerre, Barton retourne à Fredericksburg, où il commence la pratique de la chimie, devenant finalement l'un des plus éminents chimistes aux États-Unis. En 1900, lors d'une visite à son fils à Washington, DC, il meurt subitement. Il est enterré dans le cimetière de la ville de Fredericksburg, en Virginie.